# 麵包超人：復活吧香蕉島
《麵包超人：復活吧香蕉島》是2012年7月7日上映的日本動畫電影，是改編自漫畫家柳瀨嵩創作的漫畫系列《麵包超人》的第24部電影版。

## 外部連結
- 《復活吧香蕉島》官方網站 （日語）
- 麵包超人：復活吧香蕉島（動畫）在動畫新聞網百科全書中的資料（英文） （英文）